# Humanistische psychologie
De humanistische psychologie of Third Force Psychology was een reactie op het behaviorisme en de psychoanalyse. De beweging is opgericht door Carl R. Rogers en Abraham H. Maslow. De humanistische school in de psychologie is vaak meer filosofisch dan psychologisch. Het is een van oorsprong Amerikaanse stroming die ook in Europa veel invloed heeft.
Abraham Maslow was van origine behaviorist. Toen hij aan de wieg van zijn eerstgeborene stond, kon hij niet geloven dat zijn kind niet meer was dan de dieren waarmee hij in zijn laboratorium experimenteerde. Van toen af zocht hij naar een nieuwe benadering. In 1954 deed hij een oproep aan zijn collega-psychologen om zich te verenigen en samen een nieuwe psychologie te ontwikkelen.
Maslow verwerpt het streven naar wetmatigheden en gaat daarentegen uit van theorieën gebaseerd op het bewustzijn en de vrije wil van de mens. Mensen zijn in staat eigen keuzen te maken. Hierdoor wordt gefocust op de gehele unieke mens, in plaats van op bepaalde onderdelen ervan. De psychologie moet volgens hem mensen helpen zichzelf te ontplooien.
De humanistische psychologie heeft een positieve blik op de menselijke aard. Er wordt uitgegaan van het idee dat mensen een aangeboren drang hebben tot zelfactualisering; de mens kan verder kijken dan zijn dierlijke instincten en kan zich engageren in creatieve activiteiten die zowel zijn welzijn als die van de maatschappij verbeteren. Humanistische psychologie houdt zich vooral bezig met ontwikkelingsleer, psychotherapie en trainingen voor gezonde en geesteszieke cliënten.
Het is onjuist humanisme en humanistische psychologie op een lijn te stellen. Humanisme is een niet-godsdienstige wereldbeschouwing die de menselijke waardigheid, vrijheid en persoonlijkheid vooropstelt. Gelet op deze drie pijlers is er wel enige verwantschap.

## Ontwikkeling
De humanistische psychologie had in de jaren zeventig van de twintigste eeuw veel succes. Dat kwam gedeeltelijk door de aanname van een uitzicht op zinvol leven waarin de mens zich optimaal kan verwezenlijken.
Humanistische therapie is gebaseerd op het positiveren van negatieve denkbeelden van mensen. Ze heeft bijgedragen aan moderne vormen van psychotherapie en de voor de westerse cultuur nieuwe concepten als het "zelf".
Een nieuwe versie aangaande de mogelijkheden en de bestemming van de mens is bezig baan te breken; dat heeft veel consequenties, niet alleen voor onze opvoedingsideeën, maar ook voor de wetenschap, de politiek, de literatuur, de economie, de religie en zelfs voor onze ideeën over de niet-menselijke wereld.— Abraham H. Maslow
Onderzoekspsychologen beschouwen deze stroming echter als onwetenschappelijk, door het gebrek aan concreetheid van de begrippen. Maslow heeft het bijvoorbeeld over zelfactualisatie en vrijheid, termen die nauwelijks bruikbaar zijn voor wetenschappelijk onderzoek vanwege hun onmeetbare hoedanigheid.

## Behandeling en training
Bij de behandeling van neurotische personen wordt vaak gebruikgemaakt van de denkbeelden van Carl Rogers over non-directieve, cliëntgerichte psychotherapie. Bekende trainingen vanuit de humanistische psychologie zijn de sensitivitytraining en de encountergroepen. De trainingen zijn bedoeld om de deelnemers meer inzicht te geven in de eigen persoonlijkheid en hun functioneren in een groep. Biofeedback, meditatie en hypnose kunnen deel uitmaken van de gehanteerde technieken.

## Belangrijke vertegenwoordigers van de Humanistische psychologie
- Abraham H. Maslow
- Roberto Assagioli
- Charlotte Bühler
- Carl R. Rogers
- Viktor Frankl
- Rollo May
- Thomas Gordon
- Kazimierz Dąbrowski (Theorie van positieve desintegratie)